# Luperina rufa
Luperina rufa là một loài bướm đêm trong họ Noctuidae.